# Denílson de Oliveira
Denílson de Oliveira, född 24 augusti 1977 i São Paulo, är en brasiliansk före detta fotbollsspelare (mittfältare).
Han var med i Brasiliens landslag i VM 1998 och VM 2002. Han gjorde ett inhopp i finalen 2002 mot Tyskland när Brasilien blev världsmästare för femte gången. I VM-finalen 1998 kom han också in på planen som inhoppare. Efter VM 1998 gick Denílson till spanska ligalaget Real Betis från moderklubben São Paulo för rekordsumman 289 miljoner svenska kronor. I och med det blev han den dittills dyraste fotbollsövergången någonsin. Denílson är känd för sin fantastiska teknik och sina dribblingskonster men trots det har han inte lyckats göra sig ett riktigt namn som en av de stora. Redan efter första matchen med Xi Măng Hải Phòng FC meddelade Denílson att han lägger av med sin fotbollskarriär på grund av skador.

## Meriter
- 61 A-landskamper för Brasiliens fotbollslandslag, 9 mål.
- Copa América 1997
- VM-Silver 1998
- VM-Guld 2002